# Paramantis natalensis
Paramantis natalensis är en bönsyrseart som beskrevs av Stal 1856. Paramantis natalensis ingår i släktet Paramantis och familjen Mantidae. Inga underarter finns listade i Catalogue of Life.